# 쑹위안시
쑹위안시(중국어: 松原市, 병음: Sōngyuán, 송원시)는 지린성 중서부에 위치하는 지급시이다. 북쪽으로 쑹화강과 눈강의 합류지점을 경계로 헤이룽장성 다칭시와 접한다.

## 역사
쑹위안의 역사는 신석기 시대로 거슬러 올라간다. 고대 기념비와 옛 흔적은 쑹위안의 오랜 역사와 찬란한 문화를 말해준다. 이곳은 2000년 전에 부여의 땅이었고, 요나라, 금나라, 원나라, 청나라의 땅이었다.
20세기 초에 혁명의 선구자인 쑨원은 쑹화강과 넌강이 만나는 곳에 교통축을 건설하자고 제안하였고 쑹위안 시가 세워짐으로써 실현되었다.
1992년 중국 정부 당국은 쑹위안을 지급시로 승격하였다. 2007년 2008 베이징 올림픽 성화 봉송이 지나는 도시로 선정되었고 지린에서의 첫 번째 기착지가 되었다. 이때 국내외 300개의 미디어 회사들이 보도를 위해 도시로 몰려들었다.

## 지리
쑹위안은 둥베이 지방의 정중앙이자 지린 성의 중서부에 있고 헤이룽장성과 내몽골 자치구의 교차점에 위치해있다. 7600km2의 경작 가능한 땅이 있고 해마다 지린 성 전체 생산량의 4분의 1인 600만 톤의 식량을 생산한다.
5개의 철도와 지방 도로를 포함한 6개의 국도가 도시를 통과한다. 창춘이나 하얼빈 공항까지 가는데 1시간 반 밖에 걸리지 않는다.
쑹위안의 중심으로 반지름 200km의 원을 그리면 3100만의 인구가 포함되고 쑹위안은 둥베이의 중요한 교통축이자 상업 중심지가 된다. 머지않아 쑹위안은 둥베이의 지역 중심지가 될 것이다.

## 행정 구역

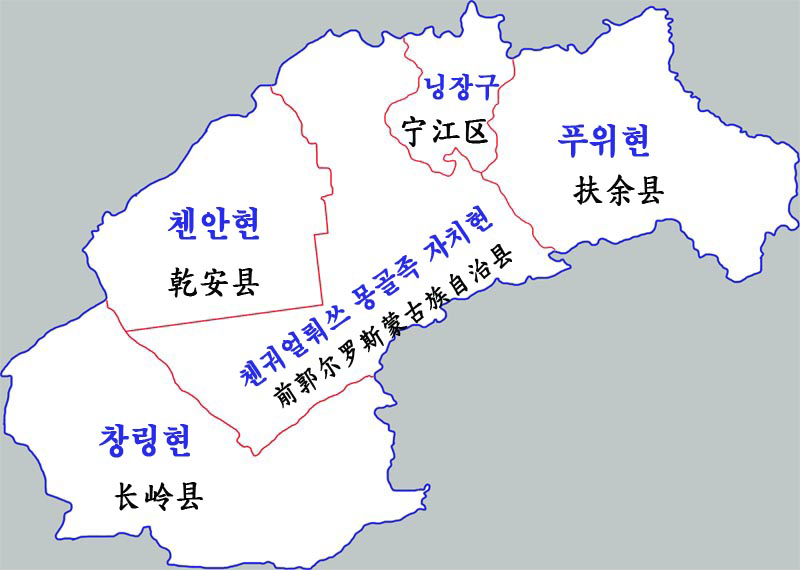
쑹위안 시 현급 행정구역도

1개 구, 1개 현급시, 2개 현, 1개 자치현을 관할한다.
시할구
- 닝장 구(宁江区)

현급시
- 푸위 시(扶余市)

현
- 첸안 현(乾安县)
- 창링 현(长岭县)

자치현
- 첸궈얼뤄쓰 몽골족 자치현(前郭尔罗斯蒙古族自治县)

3개의 성급 개발구역이 있다: 쑹위안 경제기술개발구역, 쑹위안 농업신기술개발구역, 차간호 관광개발구역

## 경제
쑹위안은 쑹넌 평원에 위치한 유전 도시로 중국에서 6번째로 큰 지린 유전에 위치해있다. 세계에서 유명한 옥수수 지대에 놓여있어 석유와 함께 상업적 농업이 도시의 기반을 이룬다.
2006년 도시의 세입은 474억 위안이었고 45억 위안의 이익을 내서 전체적인 경제 성취도 측면에서 성에서 3위를 차지하였다. 2007년 총 세입은 600억 위안, 이익은 65억 위안일 것으로 예상된다.
2006년 쑹위안은 다국적 기업을 위한 투자 잠재력을 지닌 중국 도시들 중에서 상위 20위 안에 들었다. (19위를 차지하였다.)
쑹위안은 식품, 육류, 생선과 석유 생산으로 유명하다. 땅 위의 자원인 식량, 물, 초지, 전기, 관광 자원이 풍부하고 땅 속의 자원인 석유와 가스도 상당하다.

## 기후
| 쑹위안시의 기후                                               | 쑹위안시의 기후 | 쑹위안시의 기후 | 쑹위안시의 기후 | 쑹위안시의 기후 | 쑹위안시의 기후 | 쑹위안시의 기후 | 쑹위안시의 기후 | 쑹위안시의 기후 | 쑹위안시의 기후 | 쑹위안시의 기후 | 쑹위안시의 기후 | 쑹위안시의 기후 | 쑹위안시의 기후 |
| 월                                                            | 1월             | 2월             | 3월             | 4월             | 5월             | 6월             | 7월             | 8월             | 9월             | 10월            | 11월            | 12월            | 연간            |
| ------------------------------------------------------------- | --------------- | --------------- | --------------- | --------------- | --------------- | --------------- | --------------- | --------------- | --------------- | --------------- | --------------- | --------------- | --------------- |
| 역대 최고 기온 °C (°F)                                        | 5.0 (41.0)      | 14.9 (58.8)     | 22.1 (71.8)     | 31.1 (88.0)     | 35.7 (96.3)     | 38.1 (100.6)    | 36.6 (97.9)     | 37.5 (99.5)     | 32.3 (90.1)     | 28.0 (82.4)     | 19.0 (66.2)     | 10.6 (51.1)     | 38.1 (100.6)    |
| 일평균 최고 기온 °C (°F)                                      | −10.0 (14.0)    | −4.1 (24.6)     | 4.5 (40.1)      | 14.8 (58.6)     | 22.2 (72.0)     | 27.3 (81.1)     | 28.9 (84.0)     | 27.4 (81.3)     | 22.4 (72.3)     | 13.4 (56.1)     | 1.2 (34.2)      | −8.2 (17.2)     | 11.7 (53.0)     |
| 일일 평균 기온 °C (°F)                                        | −15.7 (3.7)     | −10.3 (13.5)    | −1.4 (29.5)     | 8.8 (47.8)      | 16.4 (61.5)     | 21.9 (71.4)     | 24.3 (75.7)     | 22.6 (72.7)     | 16.5 (61.7)     | 7.6 (45.7)      | −3.7 (25.3)     | −13.3 (8.1)     | 6.1 (43.1)      |
| 일평균 최저 기온 °C (°F)                                      | −20.5 (−4.9)    | −15.8 (3.6)     | −6.9 (19.6)     | 2.7 (36.9)      | 10.6 (51.1)     | 16.8 (62.2)     | 20.1 (68.2)     | 18.4 (65.1)     | 11.3 (52.3)     | 2.7 (36.9)      | −7.9 (17.8)     | −17.5 (0.5)     | 1.2 (34.1)      |
| 역대 최저 기온 °C (°F)                                        | −36.5 (−33.7)   | −36.6 (−33.9)   | −24.2 (−11.6)   | −12.0 (10.4)    | −4.3 (24.3)     | 4.4 (39.9)      | 10.0 (50.0)     | 7.7 (45.9)      | −1.9 (28.6)     | −14.4 (6.1)     | −27.0 (−16.6)   | −33.7 (−28.7)   | −36.6 (−33.9)   |
| 평균 강수량 mm (인치)                                         | 2.5 (0.10)      | 2.7 (0.11)      | 7.7 (0.30)      | 13.3 (0.52)     | 46.6 (1.83)     | 74.3 (2.93)     | 113.4 (4.46)    | 99.8 (3.93)     | 47.5 (1.87)     | 18.8 (0.74)     | 9.0 (0.35)      | 5.2 (0.20)      | 440.8 (17.34)   |
| 평균 강수일수 (≥ 0.1 mm)                                      | 3.6             | 2.6             | 4.3             | 4.9             | 9.5             | 11.8            | 12.9            | 10.7            | 8.0             | 5.9             | 4.2             | 5.1             | 83.5            |
| 평균 강설일수                                                 | 5.3             | 4.5             | 5.6             | 1.7             | 0.1             | 0               | 0               | 0               | 0               | 1.5             | 5.2             | 7.5             | 31.4            |
| 평균 상대 습도 (%)                                            | 65              | 57              | 48              | 44              | 50              | 62              | 75              | 75              | 66              | 59              | 60              | 66              | 61              |
| 평균 월간 일조시간                                            | 188.6           | 211.1           | 248.6           | 244.9           | 258.9           | 255.3           | 245.0           | 243.7           | 247.2           | 218.3           | 177.6           | 168.7           | 2,707.9         |
| 가능 일조율                                                   | 66              | 71              | 67              | 60              | 56              | 55              | 52              | 57              | 67              | 65              | 63              | 62              | 62              |
| 출처: 중국기상국 (평년값: 1991년~2020년, 극값: 1971년~2010년) |                 |                 |                 |                 |                 |                 |                 |                 |                 |                 |                 |                 |                 |